# Bastian Seibt
Bastian Seibt (* 19. März 1978 in Hamburg) ist ein ehemaliger deutscher Leichtgewichtsruderer. Seine größten Erfolge waren der dreimalige Gewinn des Weltmeistertitels im Leichtgewichts-Achter und die Teilnahme an den Olympischen Spielen 2008 und 2012.
Heimatverein von Bastian Seibt ist Der Hamburger und Germania Ruder Club. Seibt gewann sechs Deutsche Meistertitel in den Jahren 2003 bis 2012, u. a. im Zweier ohne Steuermann der Leichtgewichte mit Axel Schuster und später mit Lars Wichert. Neben dem Europameister- und den Weltmeistertiteln in Mailand (2003), Neuseeland (2010) und Plowdiw (2012) konnte Seibt auch mehrere Weltcupsiege erreichen im Leichtgewichts-Achter und Leichtgewichts-Vierer ohne Steuermann.
Bei den Ruder-Weltmeisterschaften 2007 konnte sich der deutsche Vierer mit Seibt nicht für das Finale qualifizieren, sondern musste krankheitsbedingt während der Regatta abgemeldet werden. 2008 qualifizierte sich der Vierer mit Bastian Seibt und Jost Schömann-Finck, sowie Jochen und Martin Kühner für die Olympischen Spiele in Peking. Nach einem Vorlaufsieg musste das Favoritenboot krankheitsbedingt vor dem Halbfinale abgemeldet werden. Bei den Olympischen Spielen in London startete Seibt im Vierer mit Lars Wichert sowie Jochen und Martin Kühner und belegte Platz neun.

## Internationale Erfolge
- 2003: 1. Platz im Leichtgewichts-Achter (Weltmeisterschaften)
- 2005: 5. Platz im Leichtgewichts-Vierer ohne (Weltmeisterschaften)
- 2006: 7. Platz im Leichtgewichts-Vierer ohne (Weltmeisterschaften)
- 2007: Leichtgewichts-Vierer ohne (Weltmeisterschaften) → Boot wurde krankheitsbedingt abgemeldet
- 2008: Leichtgewichts-Vierer ohne (Olympische Spiele) → Boot wurde krankheitsbedingt abgemeldet
- 2010: 1. Platz im Leichtgewichts-Vierer ohne (Europameisterschaften)
- 2010: 4. Platz im Leichtgewichts-Vierer ohne (Weltmeisterschaften)
- 2010: 1. Platz im Leichtgewichts-Achter (Weltmeisterschaften)
- 2011: 3. Platz im Leichtgewichts-Zweier ohne (Weltmeisterschaften)
- 2012: 9. Platz im Leichtgewichts-Vierer ohne (Olympische Spiele)
- 2012: 1. Platz im Leichtgewichts-Achter (Weltmeisterschaften)